# Шах-Азизова, Татьяна Константиновна
Татья́на Константи́новна Шах-Ази́зова (11 сентября 1937 — 26 января 2015) — советский, российский театральный критик, театровед, доктор искусствоведения.

## Биография
Отец — Константин Язонович Шах-Азизов (1903 — 1977), заслуженный деятель искусств РСФСР, директор Центрального детского театра (1948—1974).
Мать — Марина Ивановна Казинец-Шах-Азизова (1907—2000), балерина, заслуженная артистка Грузинской ССР (1943 г.).
В 1960 г. окончила филологический факультет МГУ, затем — аспирантуру Государственного института искусствознания. С 1964 г. работала в том же институте (более 50 лет).
Входила в состав экспертного совета X телевизионно-театрального фестиваля «В добрый час! Молодые силы искусства (Москва-Поволжье)».
Скончалась 26 января 2015 года в Москве. Похоронена на Введенском кладбище (8 уч.).

## Творчество
Автор работ о драматургии и театре А. П. Чехова, русском театре 2-й половины XIX и XX вв., связях театральной культур и взаимодействии искусств, а также серии теле- и радиопередач.

### Избранные труды
Источник — электронные каталоги РНБ
- Шах-Азизова Т. К. Зритель был, но критика «первого порядка» театр не жаловала — спектаклей не смотрела, но считала, что смотреть нечего // Новая газета. — 2012, 5 октября. Архивировано 22 марта 2015 года.
- Шах-Азизова Т. К. Полвека в театре Чехова, 1960—2010 : [сборник статей]. — М.: Прогресс-Традиция, 2011. — 325 с.
- Шах-Азизова Т. Святой театра. Петербургские театральные страницы (2000). Дата обращения: 15 апреля 2015. Архивировано из оригинала 16 апреля 2015 года.
- Шах-Азизова Т. К. Чехов и западно-европейская драма его времени. — М.: Наука, 1966. — 151 с.
- Шах-Азизова Т. К. А. П. Чехов и западноевропейская драма его времени : Автореф. дис. … канд. искусствоведения. — М.: Наука, 1965. — 18 с.
- История русского драматического театра : [в 7 т.] / редкол.: Е. Г. Холодов (гл. ред.) [и др.]. — 2-е изд. — М. : Искусство, 1977—1987. - автор разделов в томах: 4, 5, 6.
- Шах-Азизова Т. К. Русский Гамлет («Иванов» и его время) // А. П. Чехов и его время / АН СССР, Ин-т мировой литературы им. А. М. Горького; [Ред. коллегия: Л. Д. Опульская, З. С. Паперный, С. Е. Шаталов]. — М. : Наука, 1977. — 359 с. — С. 232—246.
- Я — счастливый человек : к 100-летию со дня рождения драматурга В. С. Розова : [каталог выставки / сост.: Т. К. Шах-Азизова]. — М.: ГЦТМ, 2013. — 40 c.

### Работы в кино
- 1995 Сон доктора Чехова (фильм-спектакль) — сценарист

## Награды и признание
- Премия Станиславского «За исследования чеховского театра» (2011)[5]